# Freeport (Texas)
Freeport és una població dels Estats Units a l'estat de Texas. Segons el cens del 2000 tenia 12.708 habitants.
Freeport es va dir inicialment Velasco, i fou la primera capital de la República de Texas, on es va signar el Tractat de Velasco, pel qual Mèxic fou forçat a reconèixer la independència del nou estat.

## Demografia
Segons el cens del 2000, Freeport tenia 12.708 habitants, 4.163 habitatges, i 3.097 famílies. La densitat de població era de 413 habitants/km².
Dels 4.163 habitatges en un 45,9% hi vivien nens de menys de 18 anys, en un 51,6% hi vivien parelles casades, en un 16,8% dones solteres, i en un 25,6% no eren unitats familiars. En el 21,6% dels habitatges hi vivien persones soles el 7,9% de les quals corresponia a persones de 65 anys o més que vivien soles. El nombre mitjà de persones vivint en cada habitatge era de 3,05 i el nombre mitjà de persones que vivien en cada família era de 3,59.
Per edats la població es repartia de la següent manera: un 35,7% tenia menys de 18 anys, un 10,9% entre 18 i 24, un 28,4% entre 25 i 44, un 16,9% de 45 a 60 i un 8,1% 65 anys o més.
L'edat mediana era de 27 anys. Per cada 100 dones de 18 o més anys hi havia 97,2 homes.
La renda mediana per habitatge era de 30.245$ i la renda mediana per família de 32.421$. Els homes tenien una renda mediana de 30.714$ mentre que les dones 17.028$. La renda per capita de la població era de 12.426$. Aproximadament el 22,3% de les famílies i el 22,9% de la població estaven per davall del llindar de pobresa.

## Poblacions properes
El següent diagrama mostra les poblacions més properes.